# Guatteria aeruginosa
Guatteria aeruginosa är en kirimojaväxtart som beskrevs av Paul Carpenter Standley. Guatteria aeruginosa ingår i släktet Guatteria och familjen kirimojaväxter. Inga underarter finns listade i Catalogue of Life.